# Ripasberg
De Ripasberg, Zweeds: Ripasvare, Fins: Riipainen, Samisch: Ribasvárri, is een berg in het noorden van Zweedse. De berg ligt op minder dan 10 km van de grens met Finland in de  gemeente Kiruna tussen het Ripasmeer in het noorden en het Torneträsk in het zuiden. De Ripasrivier, die voor de afwatering van het meer zorgt stroomt om de Ripasberg heen. De Ripasberg heeft twee toppen van ongeveer 950 meter hoog.